# Trasversalismo
Il trasversalismo  è una concezione politica sistematizzata come un insieme di posizioni politiche, ideologiche e partitiche che uniscono aspetti delle politiche di sinistra con quelle di destra. Per quanto ambedue le posizioni vengano comunemente rappresentate come opposte, può verificarsi che un particolare individuo o un insieme di questi possano accettare dei punti di vista di sinistra da una parte e altrettanti di destra dall'altra. In Francia, dove i termini stessi hanno avuto origine, la sinistra è sempre stato definito il partito dei movimenti mentre la destra il partito dell'ordine. Una posizione intermedia tra entrambe le parti è il centrismo e la persona che appoggia questa posizione politica è un moderato. Il trasversalismo non è necessariamente collegato ad esso, in quanto non si occupa di fare da mediatore neutrale per trovare dei compromessi da entrambe le parti, bensì prende diversi aspetti di entrambe le posizioni e li concilia in un'unica ideologia.

## Principali ideologie politiche trasversali

### Conservatorismo sociale
Il conservatorismo sociale è un'ideologia politica la cui posizione si è sempre collocata a centro pur non considerandosi come del tutto moderata. Questa filosofia politica difende i principi conservatori tipici della destra unendoli a quelli della giustizia sociale e dell'egualitarismo economico, tanto da essere spesso una tendenza appoggiata sia da partiti collocati a centro-sinistra come altrettanti a centro-destra. Spesso buona parte dei conservatori sociali sono assimilati ai cristiano-sociali e ai cristiano-democratici, sebbene nel conservatorismo diverse personalità non siano necessariamente cristiane, ma basano i propri principi appoggiandosi sui valori della religione predominante nel proprio paese per difendere la tradizione sociale, etica e morale della propria nazione, opponendosi strenuamente a matrimoni omosessuali, aborto, eutanasia e antiproibizionismo. In termini di politica economica sono rigorosamente statalisti e dirigisti, al punto da appoggiare anche idee keynesiane.

### Nazionalbolscevismo
Il nazionalbolscevismo è una ideologia politica sincretica fra il bolscevismo e il nazionalismo con forti accentuazioni geopolitiche. È accompagnato da una visione complessiva che ne accentua il realismo e quindi concepisce la politica all'interno del continente Eurasia comprendente l'intera Europa, la Russia e parte dell'Asia. Il nazionalbolscevismo è programmaticamente nazional-rivoluzionario, tradizionalista, antioccidentale, anticapitalista e concilia le concezioni rivoluzionarie materialiste con quelle spirituali. Le figure di riferimento sono prese dai rivoluzionari politici del novecento, dai teorici comunisti e socialisti, a molti teorici nazional-rivoluzionari come Ernst Niekisch e Georges Sorel. I riferimenti idealisti trovano ispirazione in Georg Wilhelm Friedrich Hegel, Julius Evola e altri filosofi, mentre economicamente i nazional-bolscevichi appoggiano una commistione tra le riforme economiche del comunismo e varie teorie sindacaliste nell'ambito della terza via fascista, ma sempre mettendo l'accento sulla spiritualità dell'azione.

### Nazionalismo di sinistra
La sfera del nazionalismo di sinistra rappresenta la posizione dei movimenti e partiti politici che si fanno promotori di una forma di nazionalismo coniugato con il posizionamento a sinistra nello spettro politico. Valori di base sono quindi quelli dell'uguaglianza sociale, del principio di sovranità popolare e dell'autodeterminazione dei popoli. Le sue origini si basano nel giacobinismo della rivoluzione francese.
Il nazionalismo di sinistra differisce dal nazionalismo di destra in quanto non sostiene posizioni clericali o avverse nei confronti dell'immigrazione e rifiuta il nazionalismo razzista e fascista, sebbene ci siano alcune eccezioni che comprendono tra le loro idee l'intolleranza e il pregiudizio razziale, come ad esempio l'Unione Nazionale Africana di Zimbabwe - Fronte Patriottico di Robert Mugabe.
I movimenti di sinistra nazionalista sono generalmente legati all'idea di anti-imperialismo (spesso spinto a antisionismo, antiamericanismo e antiglobalizzazione) e la maggior parte di loro si colloca all'interno del socialismo (spaziando dalla socialdemocrazia al comunismo), anche se ciò non è vero per tutti, come ad esempio il Congresso Nazionale Indiano che è considerato parte del liberalismo sociale.

### Populismo di destra
Il populismo di destra è un'ideologia politica che combina populismo e anti-elitarismo con un posizionamento sulla destra dello scacchiere politico (posizione che può variare dal centro-destra all'estrema destra).
Mescola una tendenza al laissez-faire (non intervento dello Stato) e al liberismo con alcuni elementi della Nuova Destra, il rifiuto dell'uguaglianza sociale e dell'egualitarismo (e quindi di progetti politici finalizzati al suo raggiungimento), la critica del multiculturalismo e il contrasto all'immigrazione (sfociando a volte in xenofobia e razzismo). La tendenza populista è testimoniata dall'uso strumentale dei sentimenti popolari, dai richiami all'antipolitica (che diventa lo strumento principale di coinvolgimento del popolo e quindi di acquisizione del consenso) e dagli appelli all'uomo comune in contrasto con le istituzioni, con i gruppi dirigenti (élite) e con il sistema (establishment).
Altre caratteristiche spesso presenti nei partiti della destra populista sono una guida carismatica, la demonizzazione degli avversari politici, la ricerca di un capro espiatorio (spesso identificato nello straniero), il cospirazionismo e il produzionismo. I partiti europei condividono inoltre un diffuso euroscetticismo.
Pur essendo caratterizzato dalle tendenze sopra esposte, il populismo di destra non è in realtà un monolite unico e anzi si registrano alcune differenze tra i vari movimenti, dovute alla diversa storia e cultura politica che li hanno generati. Mentre alcuni di questi partiti nascono da movimenti neofascisti o comunque di estrema destra, altri sono sorti invece grazie a scissioni da partiti conservatori o liberali.

### Socialismo nazionale
Il socialismo nazionale è un'ideologia politica nata in Italia alla vigilia della prima guerra mondiale, diffondendosi anche in Europa durante il ventesimo secolo, per poi venire assorbita in Italia dal fascismo delle origini e soprattutto nella struttura ideologica della Repubblica Sociale Italiana. Nel dopoguerra è stato presente in diversi movimenti ed ideologie politiche, quali Peronismo storico, Saddamismo, Assadismo, neofascismo e sindacali come l'Unione Generale del Lavoro.
L'ideologia si proponeva di coniugare socialismo e nazionalismo, con una posizione definita nazional-rivoluzionaria in contrapposizione sia al capitalismo nella politica economica sia all'Internazionalismo proletario. Diversi elementi del nazionalismo sociale di Enrico Corradini e del sindacalismo rivoluzionario del francese Georges Sorel si unirono tra di loro. Questa posizione venne in parte assorbita dal fascismo, con riferimenti nella Carta del Lavoro e nel sindacalismo fascista. Nella Repubblica Sociale Italiana alcuni esponenti del regime tentarono di introdurre delle norme volte alla socializzazione dei mezzi produttivi, tuttavia nessuno degli atti del regime incise mai in modo significativo sull'apparato capitalistico che di fatto sosteneva lo stato fascista.

### Altre ideologie
Altre ideologie considerate trasversali o sincretiche sono ad esempio:
- il nazional-anarchismo
- il georgismo
- la dottrina politica di Lyndon LaRouche
- l'irredentismo
- la Terza via democratica
- l'estremo centro
- il comunitarismo
- il nazi-maoismo